# مالوگرنیوو
مالوگرنیوو (به لاتین: Malougrenyovo) یک منطقهٔ مسکونی در روسیه است که در سرزمین آلتای واقع شده‌است.